# When Irish Eyes Are Smiling (album)
When Irish Eyes Are Smiling (podtytuł: A Collection of Old and New Songs of Erin) – album muzyczny Binga Crosby’ego z piosenkami o tematyce irlandzkiej wydany w 1952 roku przez Decca Records.

## Lista utworów
| Tytuł                         | Długość |
| ----------------------------- | ------- |
| „When Irish Eyes Are Smiling” | 2:52    |
| „The Rose of Tralee”          | 3:10    |
| „My Girl’s an Irish Girl”     | 2:59    |
| „Galway Bay”                  | 2:56    |

| Tytuł                             | Długość |
| --------------------------------- | ------- |
| „How Can You Buy Killarney?”      | 3:02    |
| „Eileen”                          | 3:47    |
| „With My Shillelagh Under My Arm” | 2:26    |
| „St. Patrick’s Day Parade”        | 2:09    |